# Thomas Bo Larsen
Thomas Bo Larsen (ur. 27 listopada 1963 w Gladsaxe) – duński aktor filmowy i telewizyjny. W swojej karierze wystąpił w niemal 80 filmach i serialach telewizyjnych.
Karierę rozpoczął w połowie lat 80., ale uznanie i popularność zdobył ponad dekadę później dzięki stałej współpracy z reżyserem Thomasem Vinterbergiem. Zagrał u niego w filmach: Bohaterowie (1996), Festen (1998), Wszystko dla miłości (2003), Moja droga Wendy (2005), Polowanie (2012) oraz Na rauszu (2020). Rola w tym ostatnim tytule przyniosła mu kolektywną nagrodę aktorską Srebrnej Muszli na MFF w San Sebastián.
Prywatnie od 2001 roku jest mężem aktorki Patricii Schumann, z którą mieszka w Kopenhadze.